# Polson (Montana)
Polson es una ciudad ubicada en el condado de Lake en el estado estadounidense de Montana. En el Censo de 2010 tenía una población de 4488 habitantes y una densidad poblacional de 415,35 personas por km².

## Geografía
Polson se encuentra ubicada en las coordenadas 47°41′22″N 114°8′38″O / 47.68944, -114.14389. Según la Oficina del Censo de los Estados Unidos, Polson tiene una superficie total de 10.81 km², de la cual 10.72 km² corresponden a tierra firme y (0.81%) 0.09 km² es agua.

## Demografía
Según el censo de 2010, había 4488 personas residiendo en Polson. La densidad de población era de 415,35 hab./km². De los 4488 habitantes, Polson estaba compuesto por el 74.69% blancos, el 0.18% eran afroamericanos, el 15.73% eran amerindios, el 0.78% eran asiáticos, el 0.04% eran isleños del Pacífico, el 0.62% eran de otras razas y el 7.95% pertenecían a dos o más razas. Del total de la población el 3.43% eran hispanos o latinos de cualquier raza.